# Ň
Ň – litera alfabetu łacińskiego z diakrytycznym znakiem haczek. Używana w językach czeskim, słowackim i turkmeńskim.